# Lepidochrysops irvingi
Irving’s Blue (Lepidochrysops irvingi) là một loài bướm ngày thuộc họ Bướm xanh. Nó được tìm thấy ở Nam Phi, ở đó nó is restricted to montane grassland in Swaziland và Mpumalanga.
Sải cánh dài 32–36 mm đối với con đực và 33–38 mm đối với con cái. Con trưởng thành bay từ tháng 9 đến tháng 11. Có một lứa một năm.
Ấu trùng ăn Becium species, bao gồm Becium grandiflorum.